# ترميد (فن)

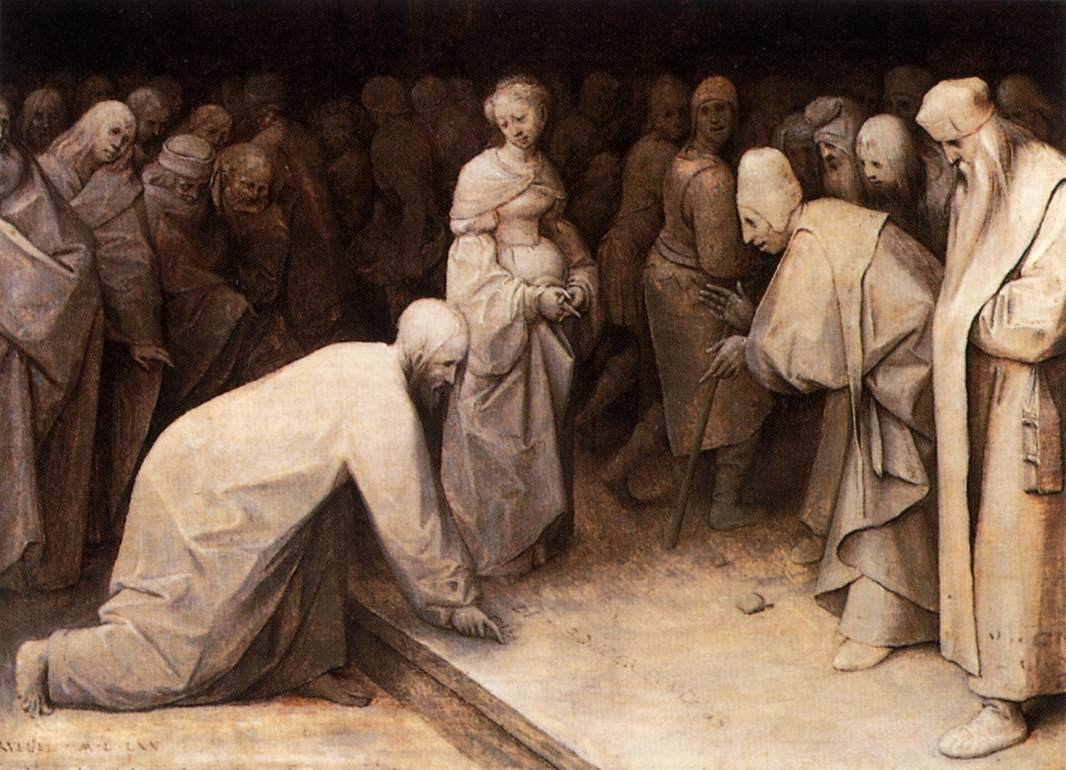
لوحة مرمدة: المسيح والمرأة التي أُخذت في الزنا للفنان بيتر بروخل الأكبر

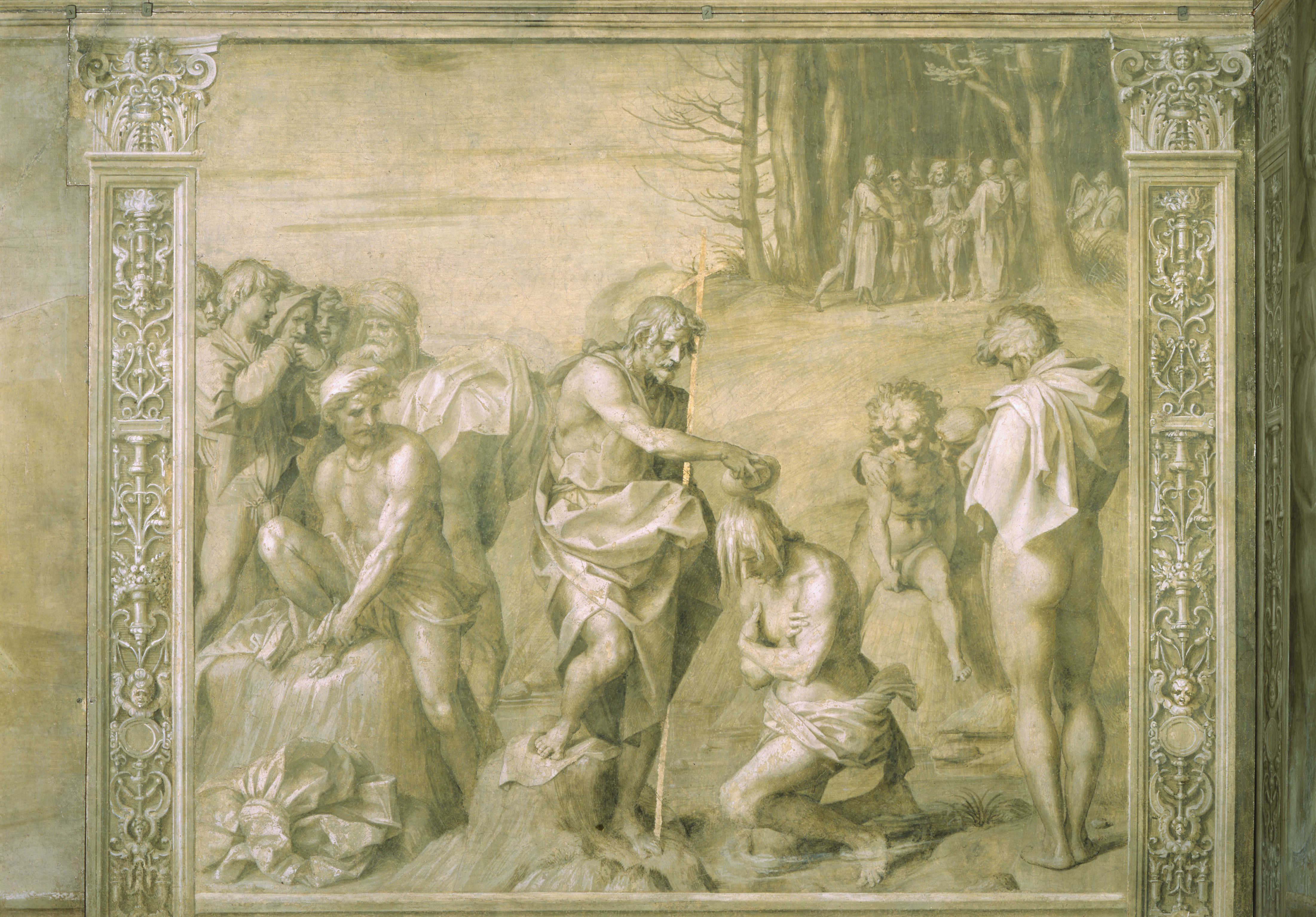
لوحة مرمدة تصوير جصي لأندريا ديل سَرتو فلورنسا (1511-26)

الترميد هي لوحة مرسومة بالكامل بظلال من اللون الأرمد (الرمادي). تُستخدم خاصة في المخططات الزخرفية الكبيرة في تقليد النحت. تشتمل العديد من أشغال الترميد على نطاق ألوان أوسع قليلاً.